# 东蛇山子乡
东蛇山子乡是中国辽宁省沈阳市新民市下辖的一个乡。

## 行政区划
东蛇山子乡下辖东蛇山子村、西蛇山子村、十里堡村、马蹄岗子村、前莲花泡村、荆家房申村、民家屯村、黄金楼子村、魏家荒地村、大同村、小塔子村、他拉堡子村、前窑村、太平庄村。